# Nội chiến Sudan lần thứ nhất
Nội chiến Sudan Thứ nhất 1955-1972 (cũng được gọi là loạn Anyanya hay Anyanya I, theo tên những người nổi dậy) là cuộc nội chiến tại Sudan diễn ra từ năm 1955 đến 1972 giữa phía bắc Sudan và khu vực phía nam Sudan yêu cầu có đại diện và quyền tự trị khu vực nhiều hơn. Một nửa triệu người đã thiệt mạng trong 17 năm chiến tranh, cuộc chiến được chia thành 3 giai đoạn: chiến tranh du kích ban đầu, Anyanya, và Phong trào Giải phóng Nam Sudan.
Tuy nhiên, hiệp định chấm dứt giao tranh của Nội chiến Sudan lần thứ nhất năm 1972 không thể hoàn toàn xua tan căng thẳng là nguyên nhân gốc của nội chiến, dẫn đến kích hoạt lại xung đột bắc nam trong nội chiến Sudan lần thứ hai (hay Anyanya II) (1983–2005). Giai đoạn giữa năm 1955 và 2005 do đó đôi khi được coi là một cuộc xung đột với một lệnh ngừng bắn mười một năm chia tách hai giai đoạn bạo lực.
.

## Bối cảnh và diễn biến
Ngay từ trước khi Sudan độc lập hai miền Nam Bắc Sudan đã có nhiều xung đột. Miền Nam mang đậm nét văn hóa bản địa với số đông dân chúng thờ thần linh thiên nhiên hay theo đạo Thiên Chúa. Miền Bắc thì có nhiều liên hệ với khối Ả Rập Trung Đông và thế giới Hồi giáo. Khác biệt này được người Anh đẩy mạnh với một số luật cấm người phía bắc vĩ tuyến 10 không được di chuyển về phương nam, và ngược lại người phía nam vĩ tuyến 8 không được ra bắc. Trên lý thuyết luật này được ban hành để ngăn chặn bệnh sốt rét không lan lên miền Bắc nhưng cũng có hậu quả ngăn cản đạo Hồi không bành trướng về phương nam. Tác dụng thứ hai là đạo Thiên Chúa được tự do truyền bá ở miền Nam không bị đạo Hồi kiềm chế. Đây là mầm mống xung khắc giữa hai miền.
Cuộc nội chiến, còn gọi là "Loạn Anyanya" bùng nổ khi chính phủ miền Bắc hủy bỏ kế hoạch lập một thể chế liên bang để cai trị hai miền vốn có nhiều bất đồng. Chiến tranh lúc khởi đầu là chiến tranh du kích ở tỉnh Al-Istiwa'iyah/Equatoria rồi lan sang hai tỉnh A'aly an-Nyl (Thượng Nin) và Bahr el Ghazal. Quân phiến loạn bị chia rẽ vì lý do chủng tộc nhưng phe chính phủ cũng bị phe phái tranh nhau làm suy yếu. Năm 1958 ở thủ đô Khartoum tướng Ibrahim Abboud lãnh đạo cuộc đảo chính nhưng cũng không ổn định được tình hình. Nhiều chính phủ khác liên tiếp lên nắm quyền cũng không giải quyết được cuộc chiến Bắc Nam. Năm 1969 Gaafar Nimeiry cướp chính quyền và ngăn cấm mọi đảng phái chính trị nhưng rồi bị truất. Đảng Cộng sản Sudan cùng các nhóm Mác-xít đứng ra chấp chính nhưng liền bị Nimeiry đánh bại.
Trong khi đó ở miền Nam năm 1971, Joseph Lagu thống nhất các nhóm du kích dưới tổ chức SSLM (Southern Sudan Liberation Movement, tức Phong trào Giải phóng Nam Sudan) và đứng ra điều đình với chính phủ Nimeiry. Các tổ chức quốc tế cũng tham gia bảo trợ cuộc đàm phán. Kết quả là Hiệp định Addis Ababa ký năm 1972 kết thúc 17 năm xung đột. Giá Sudan đã phải trả là nửa triệu người tử vong và hàng trăm nghìn dân tỵ nạn bị ly tán. Theo hiệp ước đó thì miền Nam Sudan được tự trị và hòa bình tái lập nhưng khác biệt cơ bản giữa hai miền vẫn không thay đổi. Hiệp định Addis Ababa cốt chỉ là tạm thời cho đến khi một giải pháp tổng thể được hoạch định.